# Fusanosuke Inariya
Fusanosuke Inariya (稲荷家 房之介?, Inariya Fusanosuke; Setouchi, 12 marzo ...) è una fumettista giapponese.
Autrice principalmente di opere yaoi e dōjinshi. Impiega a volte lo pseudonimo Tomoyodo Kujo (九条友淀?,  Kujo Tomoyodo).

## Opere
- Younenki Abenoseimei Ibun: Mimei no Kemono ( 幼年期安倍晴明異聞 未明の獣?) (2002)
- Rakuen no Izumi (楽園の泉?) (2003)
- Koneko to Watashi (仔猫とわたし。?) (2004)
- Seinenki Abenoseimei Ibun: Reimei no Hana (青年期安倍晴明異聞 黎明の花?) (2005)
- Zion no Koeda (ザイオンの小枝 ?) (2005)
- Koneko no Mainichi (仔猫の毎日?) (2005)
- Maiden Rose - Hyakujitsu no Bara (百日の薔薇?) (2005)
- Tamage (魂消?) (2006)
- Blue Nathanael (2007)
- Giglio (2007)
- Hari no Hana (玻璃の花?) (2009)
- Close Your Eyes (クローズユアアイズ?, Kurōzuyuaaizu) (2009)
- Shoukei (小径?) (2011)
- Code: Leviathan (コード・リヴァイアサン-?, Kōdo. rivaiasan) (2011)
- My Yaoi-Con 2011 Report (2012)
- Ao no Souyoku (青の双璧?) (2013)